# Saint-Lon-les-Mines
Saint-Lon-les-Mines là một xã, thuộc tỉnh Landes trong vùng Nouvelle-Aquitaine. Xã này có diện tích 21,82 kilômét vuông, dân số năm 2006 là 1098 người. Xã này nằm ở khu vực có độ cao trung bình 104 mét trên mực nước biển.

## Biến động dân số
| Năm | 1962 | 1968 | 1975 | 1982 | 1990 | 1999 | 2006  |
| --- | ---- | ---- | ---- | ---- | ---- | ---- | ----- |
| Dân số | 777  | 809  | 803  | 804  | 877  | 905  | 1 098 |
| From the year 1962 on: No double counting—residents of multiple communes (e.g. students and military personnel) are counted only once. |      |      |      |      |      |      |       |